# الغداء العاري (فلم)
 الغداء العاري فيلم دراما، فانتزي، من كتابة وإخراج ديفيد كروننبرغ صدر عام 1991 بطولة بيتر ويلير، إيان هولم، جودي ديفيس وروي شايدر. الفيلم مقتبس من رواية الغداء العاري لويليام بوروز الشاعر والروائي الأمريكي المعروف بكتاباته في ما بعد الحداثة.

## الاستقبال
بوروز حينما قدم روايته الأشهر«الغداء العاري» عام 1959 تعرض للمحاكمة بسبب الرواية التي وصفت بالإباحية. بطل الفيلم هنا ويليام لي (بيتر ويلير) هو مزيج مقتبس من بطل الرواية والشخصية الحقيقة للكاتب بوروز. بيتر تقمص الشخصية بأفضل ما يمكن، وشاهدنا انسان جامد، حزين غالبا بعيون جامدة يعيش في دائرة من الإدمان، الهاجس الجنسي، والانحطاط الأخلاقي. كروننبيرغ قدم لنا الجانب المظلم من العالم الذي نعيش فيه اليوم في شكله العاري والمجرد تماماً، وجسد واقع الكاتب بوروز عندما كان يعيش في المغرب مدمنا على جميع أنواع المخدرات وهذا شي ليس غريبا عندما نعرف أن بوروز قال بعد ذلك سنوات أنه لم يعرف كيف أتم روايته.
يتخلل الفيلم مشاهد مقلقة وعنيفة كعادة كروننبيرغ حيث استمتع بتقديم هلوسة الكاتب بصور مزعجة ولهذا الفيلم قد لا يعجب المشاهد العادي، أو من يرغب بفيلم ممتع يقضي فيه السهرة.

## وليام س بوروز والرواية
وليم بوروز، أحد أقطاب جيل «البيت» (الأميركي) الاحتجاجي، الذي يعتبر كثير من النقاد أنه الجيل الذي أنجب كبار كتّاب أميركا في القرن العشرين. جيل عرف، وبالرغم من سلوكه الفضائحي في أحيان كثيرة، كيف يفرض كتاباته وحضوره، حتى على الأجيال الحديثة. وكان يعتبر بوروز أول من كتب بينهم عن تأثير المخدرات، أو بالأحرى، عن رحلة الفرد في فضاءات ذلك العالم غير المتناهي. حتى انه شكل في أحيان كثيرة، «المرجع الأخلاقي»، لكلّ الأعضاء.
وُلد بوروز العام 1914، وبدأ الكتابة وهو في عُمر الخامسة والثلاثين، في مكسيكو، حيث جاء كتابه «جانكي»، سرداً لهذه السنوات الخمس التي تعلّق فيها بمعجون الأفيون. وسم الكتاب حقبته وعصره: إذ كان أول «نقل حيّ» لفضاء المخدر، المروي من الداخل. في ما بعد، شكل المخدر والمثلية الجنسية قطبي كتابه اللاحق «الوليمة العارية». كتاب قاسٍ، ثوري ومجدد في أسلوبه، لم يجد ناشراً سوى العام 1959 في باريس وباللغة الإنكليزية، بفضل ألن غينسبرغ، صديق بوروز الأزلي. في تلك الحقبة أصبح بوروز وغينسبرغ وكيرواك «زعماء هذا الجيل». هذه الحركة الاحتجاجية ضد «نمط الحياة الأميركية» في الخمسينيات كما ضد قيمها المحافظة والوطنية.
في عام 1953 حط وليم س. بوروز رحاله لأول مرة في طنجة، تلك «المدينة البيضاء» الواقعة على مضيق جبل طارق. قبلها بعامين كان قد أطلق الرصاص على زوجته في ميكسيكو ستي أثناء ممارسته للعبة «وليم تل». بدت مدينة طنجة - التي كان يُطلق عليها «المنطقة الدولية» - مثالية بالنسبة للرجل البالغ من العمر تسعة وثلاثين عاماً آنذاك. كان الناس يدخنون الحشيش في الشوارع. وبقدر الإمكان لم تكن الشرطة تتدخل، أما الحب المثلي، بل وعشق الغلمان أيضاً، فقد بدا أنهما عاديان تماماً.
بيوت دعارة من كل صنف وشكل كانت تفتح أبوابها على مصراعيها هناك بدون أن تثير أية مشاكل. قبل أن يقطن بنسيون «منيرة» كان بوروز يسكن في المنزل رقم 1 بشارع Calle del los Arcos، مباشرة فوق أحد بيوت الدعارة التي تفتح أبوابها للرجال. «كيكي» – أحد الصبية العاملين هناك – أمسى رفيقه الدائم. «في طنجة يسود الشعور بنهاية العالم»، نقرأ في رسالة بعث بها بوروز إلى آلن غينسبرغ، الناس هنا تدع الشر وشأنه.
في السنة الأولى كتب بوروز تحت تأثير الأفيون. وقد أشاع الكاتب الأمريكي عن نفسه أنه لم يأخذ حماماً لشهور طويلة، ولم يغير ملابسه في تلك الأثناء. «كل ساعة كان يخلع قميصه أو بنطلونه لبرهة حتى يغرز إبرة في لحمه، هذا هو كل شيء.»
بعد أن تلقى علاجاً للخلاص من الإدمان في لندن تعاطى بوروز في طنجة المارجون، وهي نوع من المربى التقليدية المغربية المصنوعة من الحشيش.
كننا الآن نعرف كيف أتم بوروز روايته، سريعاً ما يتضح أن أصدقاء بوروز – آلان غينسبرغ وألان أنسن وجاك كيرواك – قد تدخلوا في الفوضى التي لا حد لها التي تركها بوروز من المخطوطات والمذكرات والرسائل، ثم أعادوا ترتيبها قبل أن تنشأ منها رواية. في رسالة كتبها آلن غينسبرغ عام 1957 إلى لوسيان كار يقول: «لقد قمنا بتنقيح كمية هائلة من المادة المكتوبة وكنا نتناوب على العمل في ورديات، كما سلمنا أشياء لكي تكتب على الآلة الكاتبة، وأنهينا جزءاً من 120 صفحة». وهكذا نشأت المخطوطة الأولى من «الغداء العاري».
تحكي الرواية قصصاً تجري أحداثها في الولايات المتحدة والمكسيك وكذلك في طنجة. هذه القصص لا تلتزم بالبنية السردية المستقيمة المعتادة ذات التسلسل الزمني، كما أنها تخرج عن صورة المؤلف العليم بكل أحداث روايته. إن «الغداء العاري» هي من صنع بوروز، مثلما هي من صنع مجموعة أصدقائه المقربين، تلك المجموعة التي راحت تعدل وتختصر وتختار وتحذف وتعيد كتابة الرواية. عملية جماعية لم تكن ممكنة بهذا الشكل لولا وجود وعي أدبي مُوحِد بينهم.
في الخمسينات، وعندما انتهى أصدقاء بوروز من جمع مسوداته المتداخلة ليشكلوا ما يشبه الرواية، لم توافق أي دار نشر في لندن أو نيويورك على نشر«الغداء العاري» بسبب مضمونها العنيف، لكنّ دار«أولمبيا برس» الفرنسية التي اهتمت كثيراً بنشر القصص الأروتيكية والبورنوغرافية، واشتهرت بكونها أول من نشر رواية فلاديمير نابوكوف«لوليتا» ورواية صموئيل بكيت«وات»، وافقت على نشرها بعد محاولة ثانية من بوروز، وخصوصاً عندما علمت أن مجلة أميركية في شيكاغو تسببت بفضيحة عندما نشرت مقتطفات منها. فنشرت«أولمبيا برس» الرواية بعنوان«الغداء العاري»، برغم أنّ الكاتب لم يضف أل التعريف إليها.

## روابط خارجية
- مقالات تستعمل روابط فنية بلا صلة مع ويكي بيانات
- Criterion Collection essay by Janet Maslin
- Criterion Collection essay by Gary Indiana